# Edwin Chiloba
Edwin Chiloba (eigentlich Edwin Kiprotich Kiptoo; geboren um 1997 im Elgeyo-Marakwet County; gestorben vor oder am 4. Januar 2023) war ein kenianischer Modeschöpfer, Model und Menschenrechtsaktivist.

## Leben und Wirken
Chiloba wurde von einem US-amerikanischen Ehepaar adoptiert, das in Kenia tätig ist. Er zog im Jahr 2019 von Nairobi nach Eldoret, wo er Mode studierte. Von dort führte er seine eigene Bekleidungsmarke namens ChilobaDesigns. Chiloba nutzte seine Mode als einen Weg zur Dekonstruktion überkommener Geschlechtervorstellungen und das Einstehen für die Rechte marginalisierter Gruppen. Er war insbesondere für sein Engagement für die kenianische LGBTQ-Community bekannt, weswegen er in der Vergangenheit Opfer homophober Gewalt wurde. In Kenia sind Homosexuelle häufig von Diskriminierung und Gewalt betroffen. Er sprach sich offen für die Bedeutung von Inklusivität aus und galt als mutige, leidenschaftliche Person, die Menschen und Mode liebte und seine Arbeit als Werkzeug für Aktivismus nutzte. Über sein Engagement schrieb er einmal: „Wenn ich für das kämpfe, wofür ich ausgegrenzt wurde, werde ich für alle ausgegrenzten Menschen kämpfen.“
Chiloba wurde Anfang 2023 nahe der Stadt Eldoret in einer Metallkiste am Straßenrand ermordet aufgefunden. Erste Ermittlungen führten zur Festnahme eines Tatverdächtigen, bei dem es sich um einen langjährigen Freund des LGBTQ-Aktivisten handeln soll. Zuvor hatte die Menschenrechtskommission Kenias den Verdacht geäußert, Chiloba sei Opfer homophober Gewalt geworden. Zudem forderte die Generalsekretärin von Amnesty International, Agnès Callamard, eine unabhängige und vollständige Untersuchung des Todes. Wenige Wochen nach der Tat wurde Chiloba in seinem Heimatdorf Sergoit im Westen Kenias beigesetzt, wobei Hunderte von Trauernden anwesend waren. Die Familie des Verstorbenen reagierte betroffen auf die Hasskommentare in sozialen Medien, die sich gegen die Angehörigen richteten, und betonte, dass ungeachtet persönlicher Einstellungen ein Verbrechen geschehen sei, das aufgeklärt werden müsse.
Bereits kurz nach dem Fund des Leichnams hatten Ermittler mehrere Verdächtige festgenommen; später konzentrierten sich die Untersuchungen auf jenen Mitbewohner, der schließlich verurteilt wurde. Ein kenianisches Gericht in Eldoret befand einen Fotografen, der mit Chiloba in einem gemeinsamen Haushalt lebte, des Mordes für schuldig. Die Anklage konnte mithilfe von DNA-Analysen und der Aussage zahlreicher Zeugen belegen, dass der Verurteilte den gewaltsamen Tod von Chiloba herbeigeführt hatte. Das Gericht sah es als erwiesen an, dass das Opfer vor seinem Tod sexuell missbraucht worden war und ein zielgerichteter Tötungsakt stattfand, ohne jedoch ein offizielles Motiv festzulegen. Der Schuldspruch wurde von Menschenrechtsorganisationen als wichtiges Signal für die Durchsetzung des Rechts in Fällen von Gewalt gegen LGBTQ-Personen gewertet.